# Jorge Batlle Ibáñez
Jorge Luis Batlle Ibáñez (25. oktober 1927 – 24. oktober 2016) var en advokat og politiker fra Uruguay, der var Uruguays præsident fra 2000 til 2005.